# Bellavista (Manabí)
Bellavista ist eine Ortschaft und eine Parroquia rural („ländliches Kirchspiel“) im Kanton 24 de Mayo der ecuadorianischen Provinz Manabí. Die Parroquia besitzt eine Fläche von 103,1 km². Die Einwohnerzahl lag im Jahr 2010 bei 4920. Die Parroquia Bellavista wurde am 28. Oktober 1982 gegründet.

## Lage
Die Parroquia Bellavista liegt in der Cordillera Costanera, etwa 50 km von der Pazifikküste entfernt. Der gleichnamige Hauptort befindet sich 102 m hoch 16 km ostsüdöstlich des Kantonshauptortes Sucre. Bellavista liegt an einer Nebenstraße, welche die Orte Olmedo und Santa Ana miteinander verbindet. Der Río Puca, ein Nebenfluss des Río Daule, fließt südöstlich an der Parroquia vorbei und entwässert sie dabei.
Die Parroquia Bellavista grenzt im Norden an die Parroquia Santa Ana (Kanton Santa Ana), im Osten an die Parroquia Olmedo (Kanton Olmedo), im Süden an die Parroquia Sixto Durán Ballén, im Südwesten an die Parroquia Noboa sowie im Nordwesten an die Parroquia Sucre.